# Yokozuna
Yokozuna, "stormästare", är den högsta graden för en sumobrottare, rikishi. En yokozuna tävlar i den högsta divisionen inom sumo, makuuchi, där det finns fem ranger där yokozuna är den högsta. Kriterierna som man behöver uppfylla för att bli Yokozuna är inte huggna i sten utan godkänns genom röstning av en kommitté: "Yokozuna Judging Committee - på uppdrag av Japanska Sumoförbundet". 
Något som anses ge en självklar uppgradering är om en ozeki vinner två turneringar i rad (i högsta divisionen, makuuchi). Utöver detta så värderar kommittén egenskaper som värdighet, fysiskt styrka samt höga prestationer under lång tid. Man kan även få titeln ifall kommittén röstar med två tredjedelars majoritet. Möjligheten kan också uppkomma om en rikishi vinner en basho och följer upp vinsten med minst 13 segrar i följande basho. I januariturneringen 2017 erhöll Kisenosato yokozuna-titeln efter att han vunnit endast en turnering.
Från alla andra rankingpositioner kan en rikishi bli degraderad, men inte från yokozuna. När en yokozuna inte längre håller måttet, alltså absolut toppklass, så förutsätts det att denne går i pension. Om inte så förklarar det professionella sumoförbundet det för rikishin och dennes stalledning. Skulle en rikishi uppföra sig väldigt illa kan dock rådet dra tillbaka titeln.

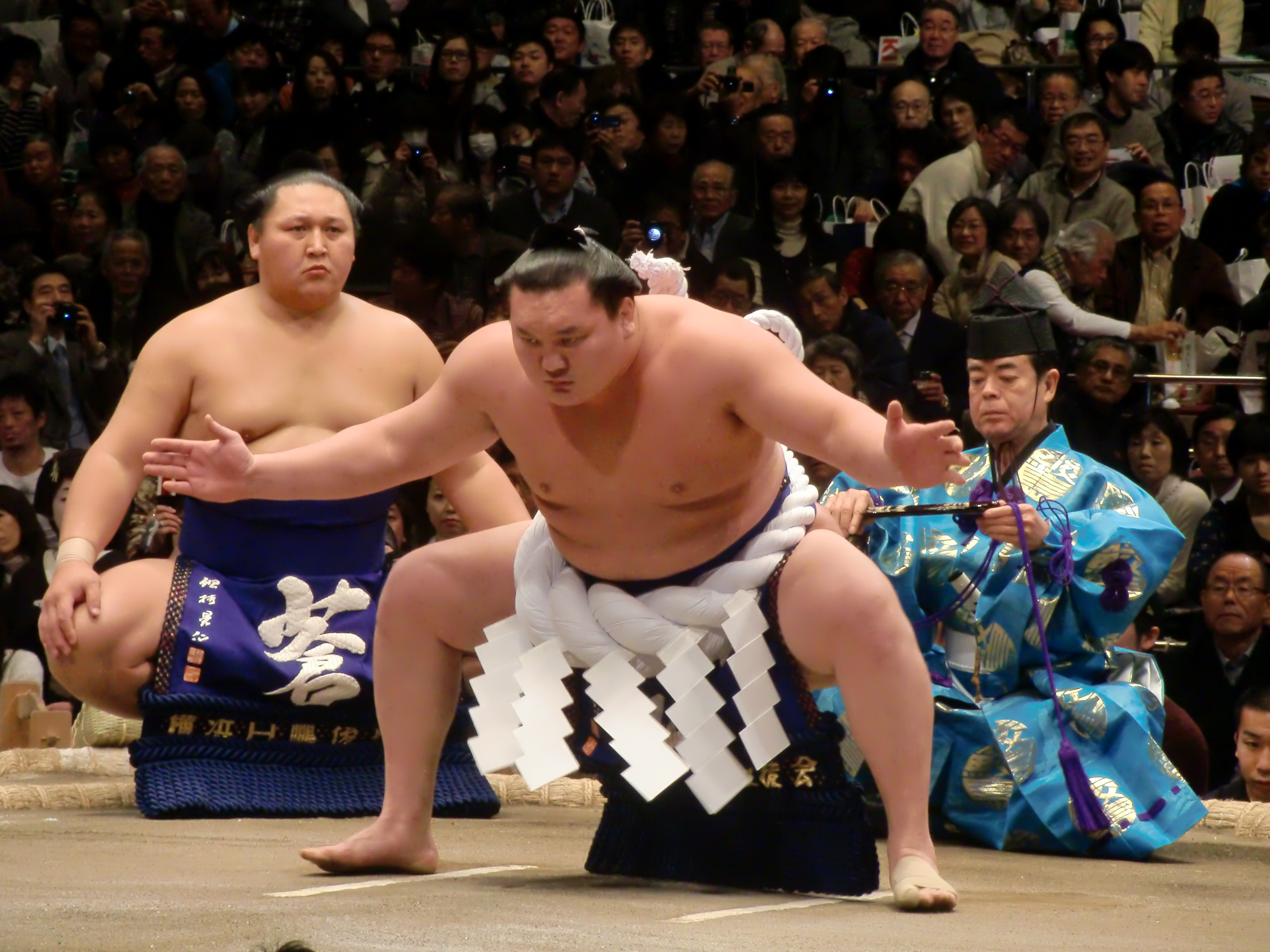
Hakuhō, yokozuna som dominerat sumo sedan 2007.

För närvarande (februari 2019) finns det två aktiva yokozuna: Hakuhō Shō, den 69:e yokozunan, som utnämndes i maj 2007, och Kakuryu Rikisaburō, den 71:e som utnämndes i mars 2014.
Både Hakuho och Kakuryu är mongoler. Kisenosato, den 72:e yokozunan som pensionerades i januari 2019, var vid utnämnandet 2017 den förste japanen att upphöjas till yokozuna på 19 år, efter fyra mongoler och en amerikan. Den förste icke japanska yokozunan var Akebono Tarō som utnämndes 1993.